# Zipper (film)
Zipper is een Amerikaanse film uit 2015, geregisseerd door Mora Stephens. De film ging in wereldpremière op 27 januari op het Sundance Film Festival.

## Verhaal
Sam Ellis (Patrick Wilson) is een ambitieus aanklager in Louisiana die een mooie toekomst te wachten staat. Wanneer Dalia, een knappe stagiaire verliefd op hem wordt, probeert hij de verleiding te weerstaan door een afspraak te maken met een escortmeisje. Maar wat als een eenmalig bezoek bedoeld was, geeft hem meer spanning en voldoening dan gedacht. Hij maakt een tweede en derde afspraak, telkens met een ander meisje en raakt verslaafd. Maar wanneer hij de kans krijgt om in het Amerikaans Congres zetelen, komt zijn persoonlijk leven en zijn politieke carrière door zijn seksverslaving in gevaar. Hij moet uiterst voorzichtig te werk gaan zodat de pers en zijn vrouw niet achter de waarheid komen.

## Rolverdeling
| Acteur            | Personage     |
| ----------------- | ------------- |
| Patrick Wilson    | Sam Ellis     |
| Lena Headey       | Jeannie Ellis |
| Dianna Agron      | Dalia         |
| Penelope Mitchell | Laci          |
| Richard Dreyfuss  | George Hiller |
| Ray Winstone      | Nigel Coaker  |
| John Cho          | EJ            |